# José María Orellana
José María Orellana Pinto (ur. 1872, zm. 1926) – gwatemalski generał i polityk, prezydent w latach 1921-1926 po dojściu do władzy w wyniku zamachu stanu przeciwko prezydentowi Carlosowi Herrerze y Lunie.